# Shuko Mizuno
Shuko Mizuno ( født 24. februar 1934 i Tokushima på øen Shikoku, Japan) er en japansk komponist, professor, dirigent og lærer.
Mizuno studerede komposition på Tokyo University of Fine Arts (1958). Han har skrevet 4 symfonier, orkesterværker, operaer, kammermusik, elektronisk musik, filmmusik, en marimbakoncert , jazzmusik etc.
Han underviste som lærer på Chiba University i kompostition og var dirigent for Chiba University Orchestra (1968-1971). Han blandede i sin undervisnings form traditionel japansk musik med klassisk europæisk musik tradition. Han hører til nutidens fremmeste japanske komponister med mere end 100 værker bag sig. Han blev i udnævnt som professor i komposition på Chiba University (1979-1999).

## Udvalgte værker
- Symfoni nr. 1 (1990) - for orkester
- Symfoni nr. 2 "Kirsebærblomster" (1991) - for orkester
- Symfoni nr. 3 (1997) - for orkester
- Symfoni nr. 4 (2004) - for orkester
- "Symfoniske Metamorfoser" (1987) - for orkester
- Marimbakoncert (1980) - for marimba og orkester